# None (Piemont)
None (piemontesisch Non) ist eine Kleinstadt in der italienischen Metropolitanstadt Turin, Region Piemont.

## Lage und Einwohner
None liegt 30 km südwestlich von der Provinzhauptstadt Turin entfernt auf einer Höhe von 246 m über dem Meeresspiegel. Die Fläche der Gemeinde beträgt 24,66 km² und hat 7688 Einwohner (Stand 31. Dezember 2023). 
Die Nachbargemeinden sind Orbassano, Volvera, Candiolo, Piobesi Torinese, Airasca, Castagnole Piemonte und Scalenghe. 

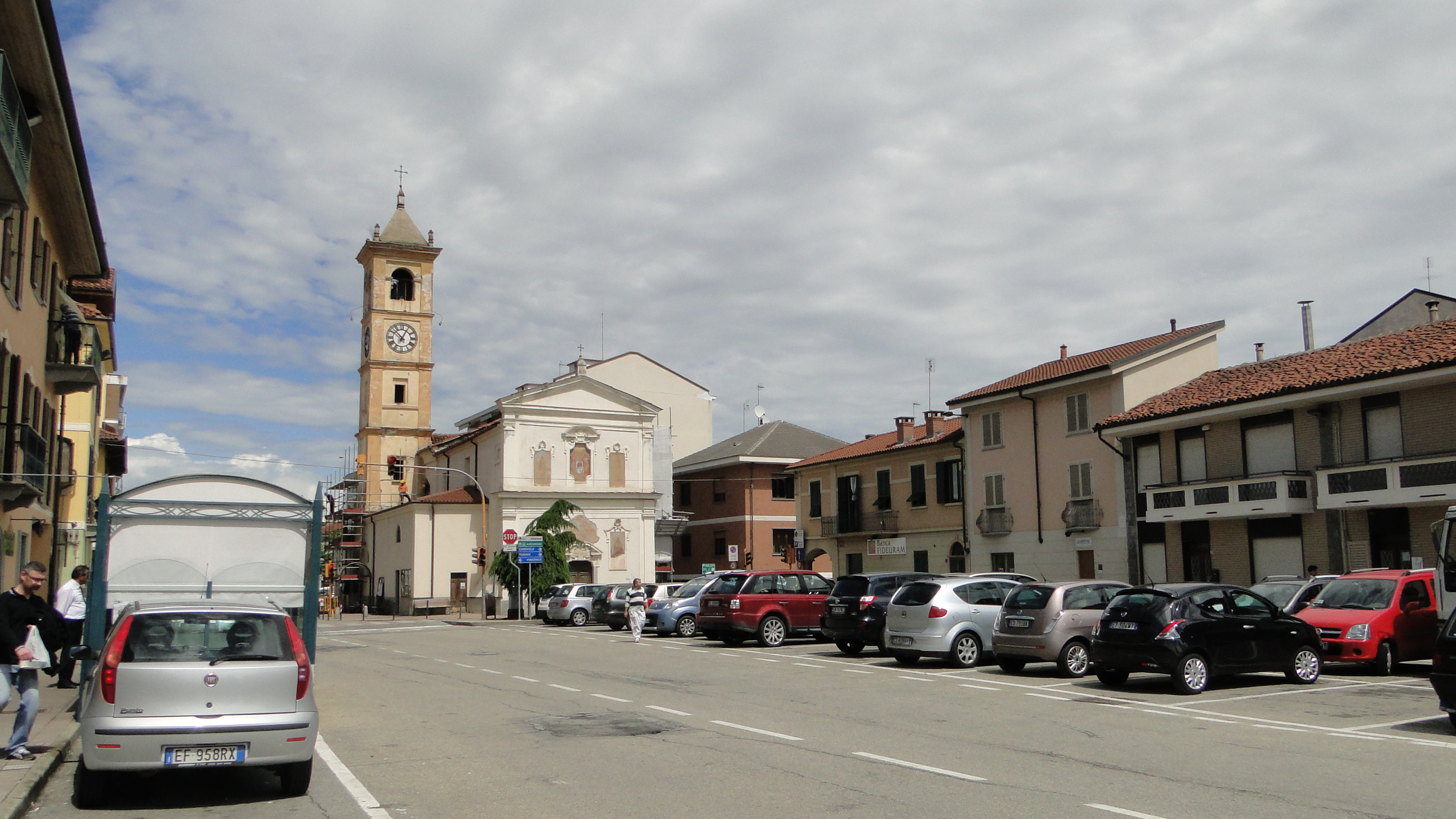
Piazza Cavour

## Geschichte
Die ersten Nachrichten über None stammen aus dem 2. Jahrhundert n. Chr. als römisches Militärlager namens Castrum Nonum oder mansio Nonum, daher der Ortsname, da es sich in der Nähe des Baches Chisola befand. Tatsächlich wurde der Bach einst Nono genannt, weil er ad nonum, also neun römische Meilen vom Marmorea-Tor von Turin entfernt, lag.
Die älteste schriftliche bekannte Erwähnung der Stadt stammt aus dem 11. Jahrhundert. Goffredo Casalis erklärt, dass „Diese Stadt auf einer Karte von 1021 ‚Castrum Nono‘ genannt wird.“

## Sehenswürdigkeiten
Die Kirchen Chiesa della Confraternita dello Spirito Santo e di San Rocco und Parrocchiale dei Santi Martiri Gervasio e Protasio.

## Persönlichkeiten
- Paul Albera (1845–1921), Salesianer
- Angelico Pittavino (Angelico da None) (1875–1953), Kapuziner und Missionar